# Mary Agnes Chase
Mary Agnes Merrill Chase, Agnes Chase, (Iroquois County, Illinois, 20 d'abril del 1869 - Washington, 24 de setembre del 1963) va ser una botànica estatunidenca i una experta d'anomenada en el camp de l'agrostologia (l'estudi de les gramínies).

## Biografia
Començà a dedicar-se a l'estudi i a la col·lecció de plantes ja als 20 anys. El 1901 s'incorporà al Museu Field de Chicago, i posteriorment exercí com a il·lustradora botànica per al Departament d'Agricultura dels Estats Units. Es formà autodidàcticament a l'"Herbari Nacional" i el 1906 publicà el seu primer treball científic, cosa que li valgué un lloc de treball amb Albert S. Hitchcock a l'USDA i el reconeixement i la protecció posterior del botànic en la carrera professional de Chase. Fites en la seva brillant carrera al Ministeri d'Agricultura: "Scientific Assistant in Systematic Agrostology", 1907; "Assistant Botanist", 1923; "Associate Botanist", 1925; "Principal Botanist in charge of Systematic Agrostology and Custodian of the Section of Grasses, Division of Plants, United States National Museum" el 1935, i va ser considerada la degana dels agrostòlegs americans (Marcia Bonta Women in the field College Station: Texas A & M University Press, ©1991). Efectuà dues expedicions al Brasil, els anys 1924 i 1929-1930. Tot i jubilar-se el 1939, continuà treballant cinc dies a la setmana classificant les seves col·leccions a la Smithsonian Institution i el 1940 investigà les gramínies de Veneçuela i assessorà el govern del país en temes botànics. Publicà gran nombre d'articles científics i diversos llibres, generalment amb col·laboració amb el seu mentor Hitchcock, sempre sobre gramínies; el seu llibre introductori Fist book of grasses fou editat diverses vegades i traduït al castellà.
A més de la seva carrera professional, i entrellaçada amb aquesta, tingué una vinculació molt activa amb el moviment sufragista. La seva militància en el radicalisme feminista la portà a la presó en diverses ocasions per haver participat en manifestacions, i a què l'amenacessin d'expulsar-la del seu lloc de feina. Al llarg dels anys es preocupà de les carreres de joves botàniques i propicià una xarxa de correspondència i intercanvi professional per al seu progrés.

## Obres
- M.A.Chase, A.S.Hitchcock The North American Species of Panicum Washington: Smithsonian Institution, 1910
- A.S.Hitchcock, M.A.Chase Tropical North American Species of Panicum Washington: Smithsonian Institution, 1915
- A.S.Hitchcock, M.A.Chase Grasses of the West Indies Washington: Smithsonian Institution, 1917
- A.S.Hitchcock, M.A.Chase Revisions of North American grasses Washington: Smithsonian Institution, 1920
- The North American species of Pennisetum Washington: U.S. Govt. print. off., 1921
- First Book of Grasses, the Structure of Grasses Explained for Beginners Washington: Smithsonian Institution, 1922 (Nova York: The Macmillan company, 1922)
  - Lynn G. Clark, Richard W. Pohl Agnes Chase's first book of grasses: the structure of grasses explained for beginners Washington: Smithsonian Institution Press, 1996
- The North American species of Paspalum Washington: U.S. Government printing office, 1929
- A.Chase, A.S.Hitchcock Old plant and new lore: a symposium New York: Smithsonian Institution Series, Inc., 1931
- A.S.Hitchcock, J.R.Swallen, M.A.Chase North American Flora. Vol. 17 part 8. Poales-Poaceae New York: New York Botanical Garden, 1939
- A.S.Hitchcock, M.A.Chase Manual of the grasses of the United States Washington: US Dept. of Agriculture, 1951 (Nova York: Dover Publications, 1971 ISBN 0486227170 vol. 1, ISBN 0486227189 vol. 2)
- A.Chase, Cornelia D. Niles Index to grass species Boston: Hall, 1962 (3 vols.).